# Fatima Denton
Pour les articles homonymes, voir Denton.
Fatima Denton (née en août 1966) est une climatologue britannico-gambienne. Elle est directrice de la branche ghanéenne de l'Université des Nations unies, à l'Institut de l'UNU pour les ressources naturelles en Afrique (UNU-INRA) à Accra. Elle se concentre sur l'innovation, la science, la technologie et la gestion des ressources naturelles,. Elle s'associe à des pays tels que le Bénin et le Liberia pour développer et mettre en œuvre des missions d'évaluation des besoins des pays.
Fatima Denton écrit sur des sujets tels que les énergies renouvelables, le développement durable, le changement climatique, les liens entre changement climatique et genre, l'adaptation au changement climatique, la vulnérabilité, la sécurité alimentaire et la précarité énergétique. Elle est l'un des auteurs principaux de la cinquième évaluation du Groupe de travail II du Groupe d'experts intergouvernemental sur l'évolution du climat (GIEC), du rapport spécial du GIEC sur les sources d'énergie renouvelables et l'atténuation du changement climatique (Renewable Energy Sources and Climate Change Mitigation (en), SRREN), ainsi que du sixième rapport d'évaluation du groupe de travail III du GIEC et le rapport spécial du GIEC sur le changement climatique et les terres (SRCCL). Elle a siégé à un certain nombre de comités scientifiques, notamment le Groupe scientifique indépendant (ISP) du Programme du CGIAR sur le changement climatique et la sécurité alimentaire (CCAFS),.
Denton est la conférencière Barbara Ward 2015, incitant les décideurs politiques, les chercheurs et les universitaires à Londres à réexaminer l'Afrique et sa relation avec le changement climatique. Elle est conférencière au Symposium international Borlaug Dialogue (en) 2016, l'un des nombreuses « Femmes leaders conduisant la transformation agricole en Afrique ».

## Enfance et éducation
Fatima Denton naît en août 1966 et grandit en Gambie. Après des études primaires et secondaires à Banjul, elle complète un large éventail d'études de premier cycle à l'université Cheikh-Anta-Diop de Dakar, au Sénégal (humanités), l(Université de Besançon, France (linguistique appliquée et interprétation), Université de Paris – la Sorbonne Paris IV (humanités) et École des Hautes Études Internationales et Politiques (HEIP) (relations internationales). Elle obtient son doctorat en sciences politiques et études du développement à l’université de Birmingham (Royaume-Uni),,.

## Carrière
Denton publie des rapports, des livres et des articles évalués par des pairs qui prônent une vision multidimensionnelle du développement qui le rend plus durable. Fatima Denton travaille comme analyste politique et coordinatrice de projet avec le programme énergétique d'Enda Tiers Monde au Sénégal:19. Son travail aborde des questions telles que le développement durable, le climat et le genre, la vulnérabilité et l'adaptation au changement climatique, la sécurité alimentaire, la gouvernance locale, l'eau et la pauvreté énergétique au Sahel:14,. Son expertise au Bénin contribue à établir un cadre qui évalue les interventions adaptatives à travers l'Afrique. Le « changement transformationnel » exige une appropriation locale d'initiatives à grande échelle soutenues par les parties prenantes de plus haut niveau. Elle plaide pour un nouveau discours sur le changement climatique en Afrique en le considérant comme une opportunité. Au lieu de « rester jusqu’aux genoux dans la rivière et mourir de soif », elle soutient que les stratégies de lutte contre le changement climatique et le développement agricole peuvent être unis, ou de la même manière, un engagement public accru peut susciter l’innovation technologique. Elle soutient spécifiquement que l'utilisation stratégique des ressources africaines a la capacité de réduire la dépendance des pays africains à l'égard de la communauté internationale pour une croissance durable.
Fatima Denton travaille comme planificatrice énergétique principale au Programme des Nations unies pour l'environnement (PNUE) au Centre Risø au Danemark. Elle est membre du Groupe consultatif scientifique et technique (en) du PNUE. Elle accorde une attention particulière au rôle des femmes, soulignant leur absence dans les processus de planification et de développement, l'impact inégal des catastrophes et du changement climatique compte tenu des rôles de travail et du statut social sexospécifiques, et la nécessité d'inclure les femmes dans l'élaboration de politiques énergétiques efficaces,. Les solutions ne peuvent pas se concentrer uniquement sur la technologie et l’infrastructure ; ils doivent également envisager une recherche et une analyse axées sur la communauté sur les multiples facteurs socio-économiques et politico-institutionnels conduisant à la vulnérabilité. Par exemple, elle contribue à des recherches qui suggèrent que l'adoption de nouvelles stratégies agricoles est positivement corrélée avec les jeunes travailleurs (âgés de 6 à 14 ans) et dans les ménages dirigés par une femme.
Fatima Denton rejoint le Centre de recherches pour le développement international (CRDI) en 2006, où elle est leader en stratégies d'adaptation aux changements climatiques. En tant que chef de programme à l'IDCR, Denton est impliquée dans la gestion de nombreuses initiatives et projets de recherche de haut niveau promouvant la durabilité environnementale dans les pays africains.
En tant que coordinatrice du Centre africain pour la politique climatique (en), Denton joue un rôle clé en défendant les objectifs percutants et décisifs que les nations africaines devraient s'efforcer d'atteindre lors des réunions de la COP 21 pour le développement de l'Accord de Paris des Nations unies. Compte tenu de la vulnérabilité particulière de l'Afrique aux effets du réchauffement climatique, elle souligne qu'une approche affirmée et responsable devrait être adoptée par tous les pays, quelle que soit leur contribution variable au changement climatique.
En 2017, Denton déclare son plaidoyer en faveur des services d'information sur le climat (CIS) et sa mise en œuvre plus enthousiaste dans les politiques des pays africains dans le but de lutter contre la pauvreté et les effets négatifs du climat.
Elle est responsable de la Division des initiatives spéciales et coordinatrice du Centre africain pour la politique climatique (ACPC) de la Commission économique des Nations Unies pour l'Afrique (CEA), basé à Addis-Abeba, en Éthiopie,de 2013 à 2018.
Le 10 septembre 2018, Denton est nommée directrice de la branche ghanéenne de l'Université des Nations unies, plus précisément de l'Institut de l'UNU pour les ressources naturelles en Afrique (UNU-INRA).
Elle contribue également à l'Institut international sur l'environnement et le développement (IIED) en tant qu'administratrice et membre du conseil consultatif du programme de recherche international Future Earth.
Elle est élue vice-présidente du groupe de travail II du GIEC en juillet 2023.